# 拉丁橋

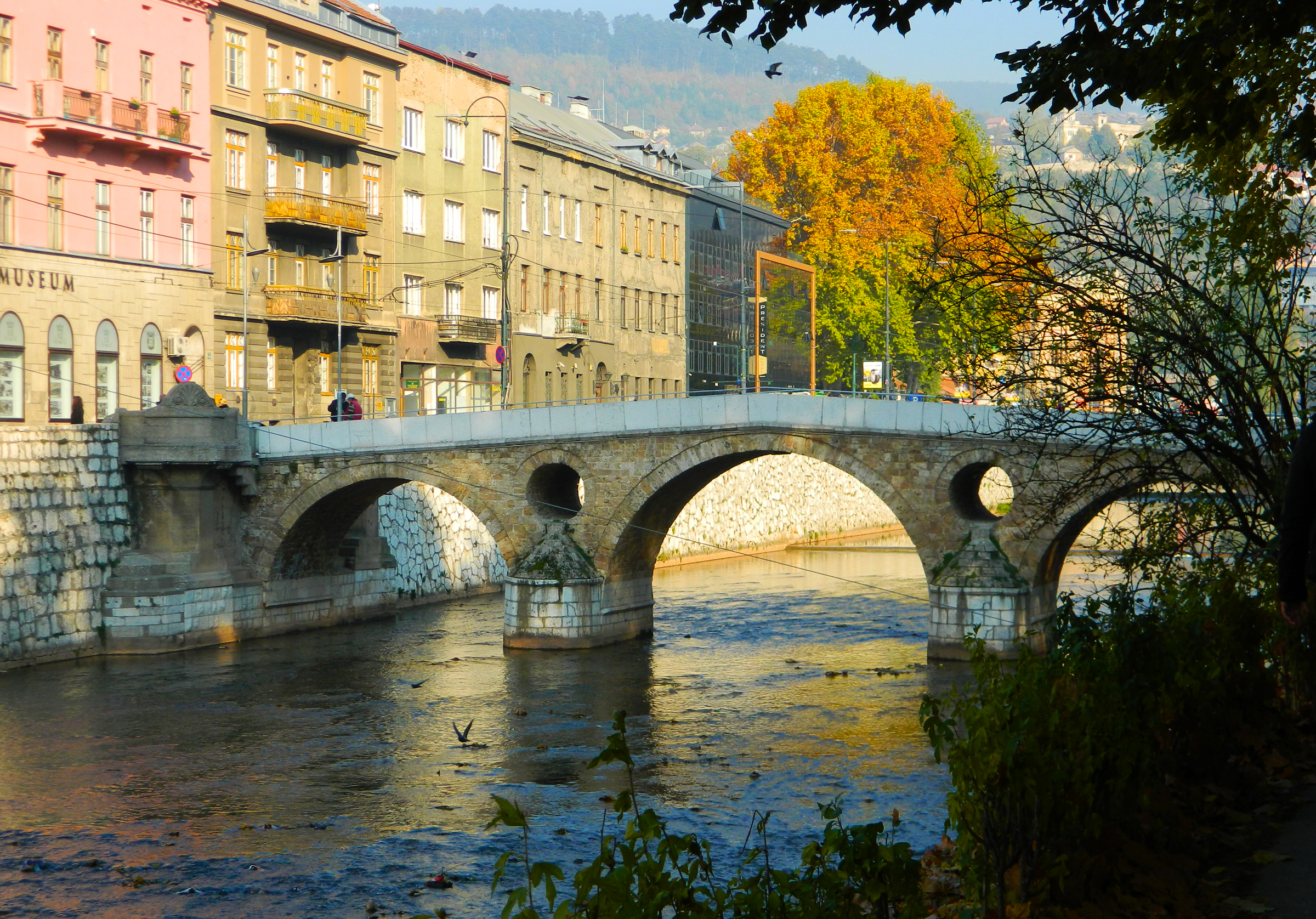
拉丁橋。

拉丁橋是位於波士尼亞與赫塞哥維納首都塞拉耶佛市中心的一座橋樑，在南斯拉夫時期被稱為「普林齐普橋」。 拉丁橋的北端是塞拉耶佛事件的現場，這一事件也是第一次世界大戰的導火索。現在的橋樑修建於1798-1799年。